# Wüstenuhu

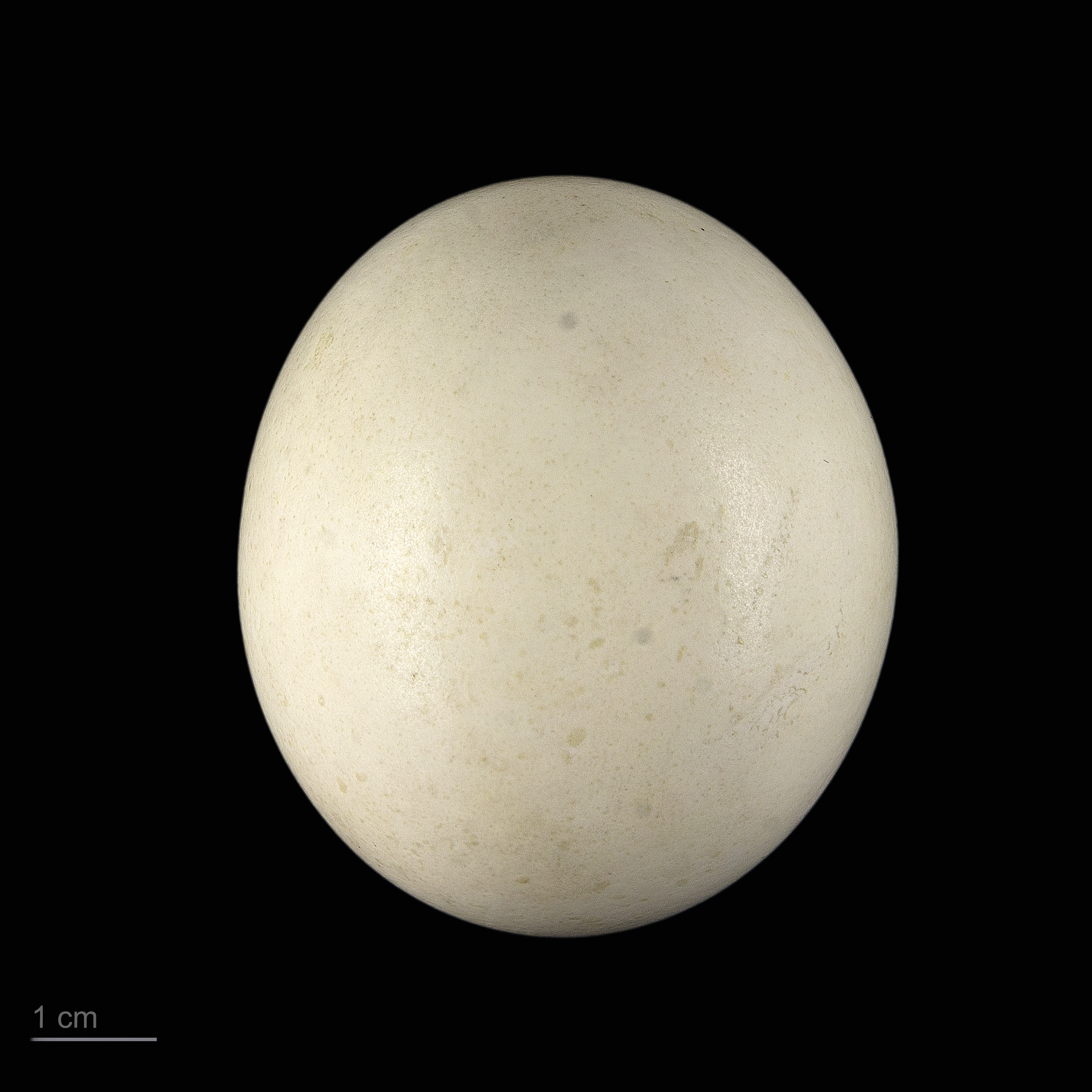
Bubo ascalaphus, Sammlung Museum von Toulouse

Der Wüstenuhu oder Pharaonenuhu (Bubo ascalaphus) ist eine Art in der Familie der Eigentlichen Eulen. Er kommt in Nordafrika und im Nahen Osten vor. Sein wissenschaftlicher Name leitet sich von dem Unterweltdämon Askalaphos aus der griechischen Mythologie ab.

## Merkmale
Der Wüstenuhu ist eine blasse, sandfarbene bis ockerfarbene Uhuart mit einem cremeweißen oder blass ockerfarbenen Gesicht. Die Gefiederfärbung variiert individuell sehr, es werden aber keine Unterarten für diese Art unterschieden. Der Wüstenuhu ist auffällig kleiner als der eurasische Uhu und erreicht eine Körpergröße zwischen 45 und 50 Zentimetern. Sein Gewicht beträgt bei den Männchen 1.900 und bei den Weibchen durchschnittlich 2.300 Gramm.
Die Kehle ist weiß, die Vorderbrust weist ein mehr oder weniger dichtes Muster von tropfenförmigen Flecken auf. Der Schnabel ist schwärzlich, die Augen sind gelblich bis orangefarben. Die Läufe und Zehen sind befiedert. 
Der Gesang des Männchens ist etwas höher als der des eurasischen Uhus. Beide Geschlechter rufen ähnlich.

## Verbreitung und Lebensraum
Der Wüstenuhu kommt im Norden Afrikas und im Nahen Osten vor. Er besiedelt in Nordafrika mit Teilen der Sahara und der Sahelzone unter anderem Marokko, Algerien, Tunesien, Libyen, Mauretanien, Mali, Niger, Tschad, Ägypten, Sudan, Südsudan und den Nordwesten von Äthiopien. Im Nahen Osten kommt er in Saudi-Arabien, Israel, Palästina, Libanon und Syrien bis in den Westen des Iraks vor. Entlang des Persischen Golfs kommt er in Kuwait, Katar und den Vereinigten Arabischen Emiraten vor. Sein Verbreitungsgebiet überlappt sich damit im Nordwesten Afrikas und im Nordosten des Nahen Ostens mit dem des Uhus.
Es handelt sich beim Wüstenuhu um einen Standvogel, der Felswüsten, Halbwüsten und Gebirge besiedelt, sofern sie einige vereinzelte Bäume oder Sträucher aufweisen wie im Wildtierreservat Fada Archei und der Dilia de Lagané.

## Lebensweise
Der Wüstenuhu ist eine dämmerungs- und nachtaktive Eulenart. Er übertagt in Felsspalten und im Eingangsbereich von größeren Räumen. Das Verhalten der Art ist bislang nur unzureichend untersucht, gleicht aber wahrscheinlich dem des Uhus. Das Nahrungsspektrum umfasst kleine Wirbeltiere. Weibchen und Männchen gehen in der Regel eine lebenslange Paarbindung ein und besetzen ein Territorium für mehrere Jahre. Das Gelege umfasst gewöhnlich zwei Eier, kann aber in Ausnahmefällen auch vier aufweisen. Der Legeabstand beträgt zwei bis vier Tage. Es brütet allein das Weibchen, das vom Männchen mit Futter versorgt wird. Die Inkubationszeit beträgt 31 bis 36 Tage. Die Nestlinge werden zunächst allein vom Weibchen gehudert und gefüttert. Sie verlassen mit etwa 20 bis 35 Tagen das Nest und sind mit 52 Tagen flügge. Sie verbleiben im Familienverband für weitere 20 bis 26 Wochen. Im zweiten Lebensjahr werden sie fortpflanzungsfähig.

## Belege

### Einzelbelege
1. ↑   König et al., S. 325